# Araya
Araya és un llargmetratge veneçolà de l'any 1959 dirigit per Margot Benacerraf, qui també va fer el guió; cambra de Giuseppe Nisoli, text de Pierre Seghers i Margot Benacerraf, música de Guy Bernard i narració de Laurent Terzieff (versió francesa) i José Ignacio Cabrujas (versió en castellà). La pel·lícula acompanya la vida dels saliners i els pescadors de Araya, una península al nord-est de Veneçuela, on va funcionar durant segles una gran salina natural.
Va obtenir el Premi de la Comissió Superior Tècnica i el Premi de la Crítica Internacional (FIPRESCI), ex aequo amb Hiroshima mon amour d'Alain Resnais, en la 12a edició del Festival Internacional de Cinema de Canes, l'any 1959, entre altres distincions. Araya va ser aclamada internacionalment i és considerada com una de les millors pel·lícules llatinoamericanes de tots els temps. Va ser votada com una de les millors pel·lícules veneçolanes de tots els temps en una enquesta de 1987 a 29 experts, organitzada per la revista Imagen. També va ser votada com una de les millors en una enquesta de 2016 a 41 experts, organitzada per la Cinemateca Nacional. La pel·lícula forma part del patrimoni cinematogràfic nacional dins del registre Memòria del Món de la UNESCO. Araya també forma part de la Criterion Collection.

## Sinopsi
Araya és una de les regions més àrides del món, on l'ésser humà depèn exclusivament del que el mar li concedeix: la sal i la pesca. Des de l'arribada dels espanyols l'any 1500, l'explotació de la salina natural d'Araya es feia a mà. Durant segles, aquest paratge va ser un dels més rics del Nou Món. Pirates, traficants d'esclaus, contrabandistes i comerciants de perles hi coincidien. Per als aventurers d'aquells temps, la sal, al mateix nivell que l'or, era objecte de cobdícia. Després d'aquell període fastuós, Araya va caure en l'abandonament i en l'aïllament més absolut.
El relat de Margot Benacerraf ens convida a compartir vint-i-quatre hores, un dia, d'aquesta Araya. Un dia com tants d'altres des de fa 450 anys. Però aquestes vint-i-quatre hores de treball dels homes de les salines prenen una dimensió particular, estranya.
La pel·lícula ens submergeix en un univers de rara bellesa: el dels ritmes de la creació, el d'un món en gestació on la vida neix del cel i del mar, on la natura crea i es recrea en un moviment constantment renovat.
Aquest és l'escenari: un paisatge corcat per l'erosió, terres àrides assotades pel vent. I una llum implacable, brutal.
Tractada a la manera d'un fresc, la pel·lícula descobreix tres pobles, tres maneres de viure que s'entrellacen i es complementen en relatar la vida de tres famílies, els gestos més senzills de les quals, a mesura que avancen les hores, s'omplen d'una ressonància insòlita.

## Producció

### Rodatge
A la fi de 1957, després d'haver consultat tota la documentació històrica que existeix a les biblioteques de Sevilla, Madrid i Amsterdam sobre les salines de Araya i haver viscut un temps en el lloc estudiant el medi ambient i els seus habitants, Margot Benacerraf va començar a filmar Araya acompanyada del camerògraf Giuseppe Nisoli.

### Posproducció
Una vegada acabada la filmació va partir cap a París on va iniciar un ardu treball de muntatge i so, gravant amb l'actor Laurent Terzieff la narració en francès del film. Ja en 1959 la pel·lícula estava llesta per a presentar-se oficialment en diferents festivals cinematogràfics. Benacerraf en diverses oportunitats ha afirmat que el llargmetratge no és un documental, sinó una narració poètica, gènere en el qual va ser acceptat en el festival de Canes.

## Recepció

### Recepció crítica

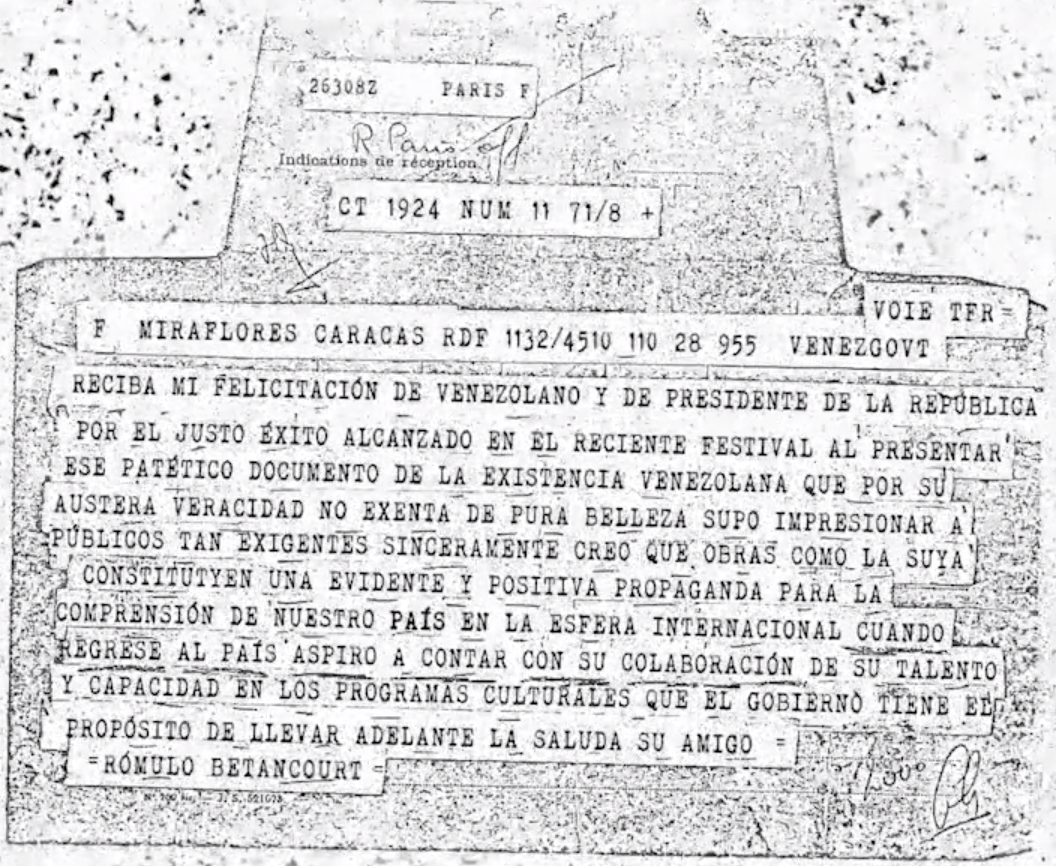
Telegrama del president veneçolà Rómulo Betancourt felicitant a Margot Benacerraf després de la premiación de Araya en el Festival de Cinema de Canes de 1959.

Al maig de 1959 Margot Benacerraf va assistir amb la seva pel·lícula al Festival de Canes. Va ser una edició particularment competitiva en la qual van participar 32 llargmetratges de 30 països, amb la presència de directors com Truffaut, Rosselini, Buñuel, Resnais i que va marcar una fita perquè allí incursionó per primera vegada la Nouvelle Vague. Araya va ser acceptada com a participació oficial de Veneçuela i projectada el penúltim dia del festival, rebent elogiosos comentaris unànimes del públic i la crítica.
En la 12a edició del Festival de Cannes,Araya va ser guardonada amb el Premi de la Comissió Superior Tècnica per l'estil fotogràfic de les imatges que realça la qualitat de l'ambient sonor, igual que amb el Premi de la Crítica Internacional (FIPRESCI), ex aequo amb Hiroshima mon amour d'Alain Resnais.
Després d'aquest doble èxit la pel·lícula va ser Convidada d'Honor amb esments especials en els festivals internacionals de Locarno, Moscou, i Venècia.
En els anys posteriors van seguir homenatges i projeccions especials a Londres, Mont-real, Praga, Madrid i Buenos Aires, entre altres ciutats.

### Distribució
En 1967, Araya es va exhibir amb gran èxit en diverses sales cinematogràfiques de París. La versió en castellà del film, en la veu de José Ignacio Cabrujas, es va estrenar a Caracas en 1977 i va tenir un entusiasta acolliment en cadascuna de les seves projeccions.

En 2009 la versió subtitulada a l'anglès es va exhibir en diferents ciutats dels Estats Units, amb excel·lents crítiques de la premsa nord-americana. Araya és distribuïda internacionalment per l'empresa Milestone Film & Vídeo.

## Premis i distincions
Festival Internacional de Cinema de Cannes
| Año  | Categoría                                                                                     | Película |
| 1959 | Premi de la Comissió Superior Tècnica                                                         | Araya    |
| 1959 | Premi de la Crítica Internacional (FIPRESCI) ex aequo amb Hiroshima mon amour d'Alain Resnais | Araya    |